# شق قحفي وجهي

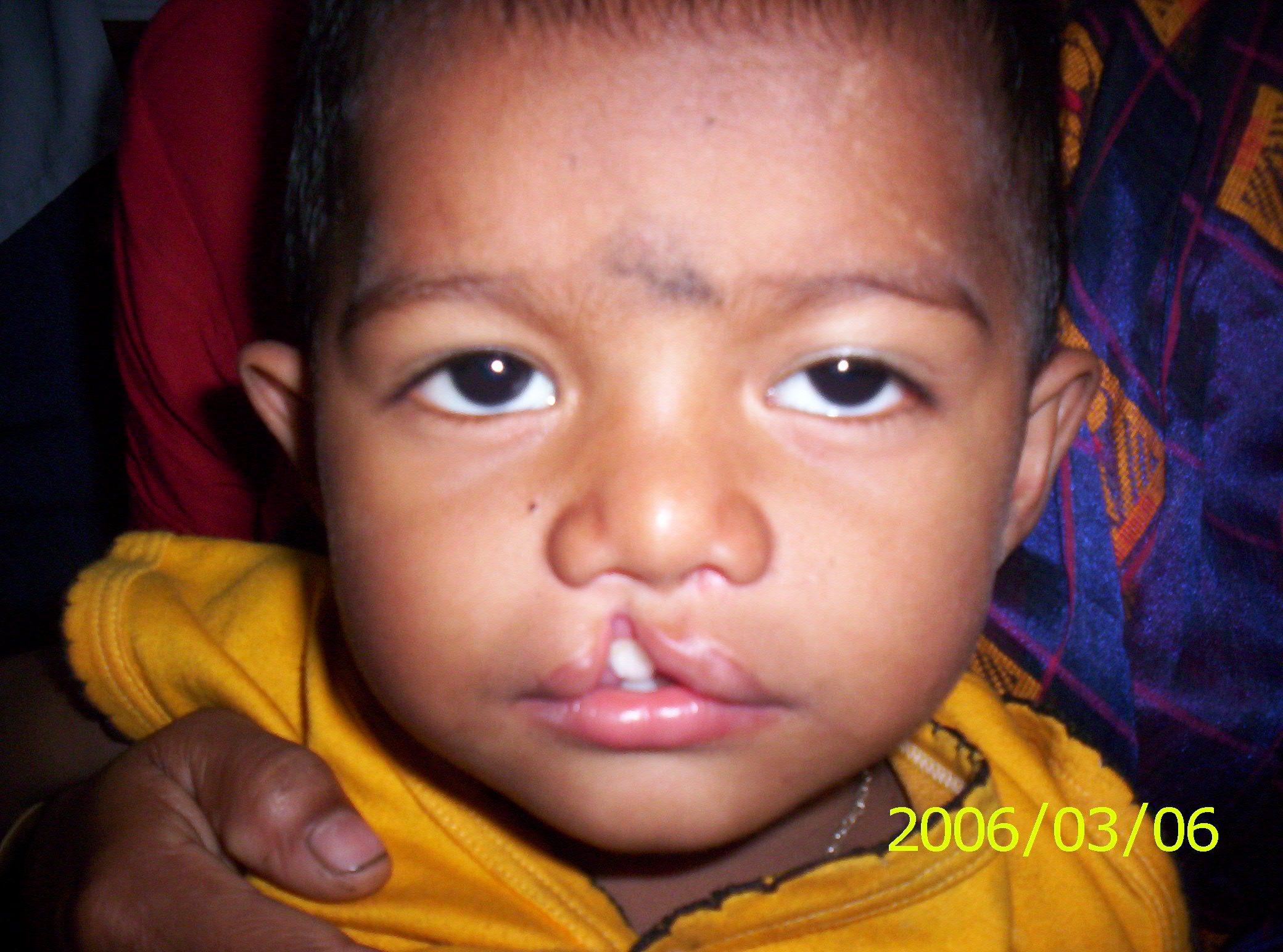
الشق القحفي الوجهي

الشق القحفي الوجهي هو فتحة أو فجوة في الوجه، أو تشوه في جزء من الوجه. يعد مصطلح شقوق الوجه جامعًا لكل أنواع الشقوق. قد تصاب جميع البنى مثل العظام والأنسجة الرخوة والجلد وغيرها. تعتبر شقوق الوجه من التشوهات الخلقية النادرة للغاية. هناك العديد من الاختلافات في نوع الشق، ويتطلب الأمر تصنيفات لوصف وتصنيف جميع أنواع الشقوق. تندر شقوق الوجه المعزولة؛ وتتصل في معظم الأحيان مع شقوق الوجه المجاورة.

## التصنيفات
تتواجد تصنيفات مختلفة حول شقوق الوجه. يعد تصنيفا تيسييه وفان دير مويلن أكثر التصنيفات استخدامًا. يعتمد تصنيف تيسييه على الموقع التشريحي للشق، في حين يركز تصنيف فان دير مولن على التكون الجنيني.

### تصنيف تيسييه
في عام 1976، نشر بول تيسييه تصنيفًا للشقوق الموجودة في الوجه بناءً على موقعها التشريحي. ترقم الأنواع المختلفة من شقوق تيسييه بالأرقام من 0 إلى 14. يمكن وضع هذه الأنواع الخمسة عشر المختلفة من الشقوق في 4 مجموعات حسب موقعها، وتشمل شقوق الخط الناصف والشقوق المجاورة للناصف والشقوق الحجاجية والشقوق الجانبية. يصف تصنيف تيسييه الشقوق على مستوى الأنسجة الرخوة بالإضافة إلى مستوى العظام، إذ يبدو موقع شقوق الأنسجة الرخوة مختلفًا قليلًا على الوجه عن موقع الشقوق العظمية.

#### شقوق الخط الناصف
ترقم شقوق شقوق الخط الناصف بالرقم 0 («خلل التنسج القحفي المتوسط»)، والرقم 14 (خلل التنسج الجبهي الأنفي)، والرقم 30 («الشق الوجهي السفلي للخط الناصف»، ويُعرف أيضًا باسم «الشق الفك السفلي المتوسط»). تشطر هذه الشقوق الوجه عموديًا عبر الخط الناصف. يشطر شق تيسييه رقم 0 الفك العلوي والأنف، ويشق شق تيسييه رقم 14 بين الأنف والعظم الجبهي. يمر شق تيسييه رقم 30 من اللسان والشفة السفلية والفك السفلي. قد يكون اللسان غائبًا أو ناقص التنسج أو مشطورًا أو حتى متضاعفًا. قد يكون الأشخاص المصابون بهذه الحالة مربوطي اللسان.

#### الشقوق المجاورة للناصف
تكون شقوق تيسييه رقم 1 و2 و12 و13 شقوقًا مجاورة للناصف. تشبه هذه الشقوق تلك الناصفة إلى حد كبير، لكنها أبعد عن الخط الناصف للوجه. يمر شقا تيسييه رقم 1 و2 من الفك العلوي والأنف، ويكون تيسييه رقم 2 أبعد عن الخط الناصف (أي إلى الوحشي) من الرقم 1. يقع شق تيسييه رقم 12 على امتداد رقم 2، ويتموضع بين الأنف والعظم الجبهي، في حين يقع تيسييه رقم 13 على امتداد رقم 1، ويمر أيضًا بين الأنف والجبهة. يمر الشقان 12 و13 بين الخط الناصف والحجاج.

#### الشقوق الحجاجية
تعد شقوق تيسييه 3 و4 و5 و9 و10 و11 شقوقًا حجاجية. تتضمن هذه الشقوق جميعها إصابة في الحجاج. تمر شقوق تيسييه رقم 3 و4 و5 عبر الفك العلوي وأرضية الحجاج. تقع الشقوق رقم 9 و10 و11 بين الجانب العلوي من الحجاج والجبهة أو بين الجانب العلوي من الحجاج وصدغ الرأس. على غرار باقي الشقوق، يقع شق تيسييه رقم 11على امتداد الشق رقم 3، والرقم 10 على امتداد الرقم 4، والرقم 9 على امتداد الرقم 5.

#### الشقوق الجانبية
الشقوق الجانبية هي الشقوق التي تتوضع أفقيًا على الوجه. تشمل الشقوق 6 و7 و8. يمتد الشق رقم 6 من الحجاج إلى عظم الخد. يتوضع شق تيسييه رقم 7 على الخط الفاصل بين زاوية الفم والأذن. قد يأتي الشق الجانبي من زاوية الفم باتجاه الأذن، ما يعطي الانطباع بأن الفم أكبر. من الممكن أيضًا أن يبدأ الشق من الأذن ويمتد باتجاه الفم. يمتد الشق رقم 8 من الزاوية الخارجية للعين باتجاه الأذن. يمكن رؤية اجتماع الشقوق رقم 6-7-8في متلازمة تريتشر كولينز. يعد الشق رقم 7أكثر ارتباطًا بصغر نصف الوجه، أما الشق رقم 8 فهو أكثر ارتباطًا بمتلازمة غولدينهار.

### تصنيف فان دير مويلين
يقسم تصنيف فان دير مويلين الأنواع المختلفة من الشقوق بناءً على مكان توقف التطور في التكون الجنيني. يحدث الشق الأولي في مرحلة مبكرة من نمو الوجه (بطول جنيني يبلغ 17 مم). يمكن تقسيم توقف التطور إلى أربع مجموعات مواقع مختلفة، وتشمل بين الأنفية والأنفية والأنفية الفكية والفكية. يُقسم موقع الفك العلوي إلى شقوق ناصفة وجانبية.

#### خلل التنسج بين الأنفي
يحدث خلل التنسج بين الأنفي بسبب توقف النمو قبل اتحاد نصفي الأنف. تتميز هذه الشقوق بشق الشفة الناصف، أو ثلم ناصف لقوس كيوبيد أو تضاعف اللجام الشفوي. يمكن رؤية فرط التباعد في هذه الشقوق إلى جانب شق الشفة الناصف. قد يُشاهد تأخر نمو في قادمة الفك العلوي أيضًا في بعض الأحيان.

#### خلل التنسج الأنفي
يحدث خلل التنسج الأنفي أو انشقاق الأنف الخلقي بسبب توقف نمو الجانب الوحشي من الأنف، ما يؤدي إلى حدوث شق في أحد نصفي الأنف. قد يصاب الحاجز الأنفي وتجويف الأنف، رغم أن هذا الأمر نادر الحدوث. يتميز انشقاق الأنف الخلقي أيضًا بفرط التباعد.

#### خلل التنسج الأنفي الفكي
يحدث خلل التنسج الأنفي الفكي نتيجة توقف النمو عند التحام الجانب الوحشي من الأنف بالفك العلوي، ما يؤدي إلى شق كامل أو ناقص بين الأنف وأرضية الحجاج (الشق الأنفي الحجاجي) أو بين الفم والأنف وأرضية الحجاج (الشق الفموي الأنفي الحجاجي). يبقى تطور الشفة طبيعيًا.

#### خلل التنسج الفكي
يمكن أن يتجلى خلل التنسج الفكي في موقعين مختلفين في الفك العلوي، وهما الجزء الناصف أو الجزء الوحشي من الفك.
- يحدث خلل التنسج الفكي المتوسط بسبب فشل تطور الجزء الإنسي من مراكز التعظم الفكي. يؤدي هذا الأمر إلى شق ثانوي في الشفة والنثرة والحنك. أُبلغ عن حالات انشقاق من الفك العلوي إلى أرضية الحجاج.
- يحدث خلل التنسج الفكي الجانبي عن فشل تطور الجزء الوحشي من مراكز التعظم الفكي، ما يؤدي أيضًا إلى حدوث انشقاق ثانوي في الشفة والحنك. يعتبر انشقاق الجزء الوحشي من الجفن السفلي نموذجيًا في خلل التنسج الفكي الجانبي.